# Ivan Rakovec
Ivan Rakovec, slovenski geolog in paleontolog, * 18. september 1899, Ljubljana, † 3. avgust 1985, Ljubljana.

## Življenjepis
Rakovec je diplomiral leta 1926 na Filozofski fakuleteti v Ljubljani, kasneje pa je na isti fakulteti še doktoriral z disertacijo Doneski h geomorfologiji Ljubljanske kotline. Leta 1933 je postal docent, leta 1939 bil izvoljen za izrednega, leta 1946 pa za rednega profesorja geologije in paleontologije na Filozofski fakuleteti v Ljubljani (kasneje na Oddelku za geologijo Fakultete za naravoslovje in tehnologijo - FNT ljubljanske univerze do upokojitve 1971). Za dopisnega (izrednega) člana SAZU je bil izvoljen leta 1946, za rednega člana 1949. Kasneje je postal še dopisni član JAZU in SANU (1969).  
Obenem je postal eden od ustanoviteljev Geološkega zavoda v Ljubljani ter Inštituta za geologijo (1949; od 1966 Paleontološki inštitut) pri Slovenski akademiji znanosti in umetnosti, ki ga je kot upravnik vodil med leti 1950 in 1983 in je bil po njegovi smrti tudi poimenovan po njem (Paleontološki inštitut Ivana Rakovca ZRC SAZU). V začetkih svoje karire se je posvečal predvsem geomorfologiji, stratigrafiji in paleogeografiji, kasneje pa se je bolj posvetil paleontologiji in dosegel tudi veliko priznanje za svoje delo v tujini. Postal je eden vidnejših strokovnjakov za pleistocenske sesalce v mednarodnem merilu ter več kot 20 let predsednik Medakademijskega odbora za floro in favno Jugoslavije. Leta 1957 je prejel Kidričevo nagrado za delo Geološka zgodovina ljubljanskih tal.
V svojem življenju je napisal 210 znanstvenih in strokovnih razprav, člankov in veliko število poljudnoznanstvenih prispevkov, največ za Proteus.

## Nagrade
- Kidričeva nagrada (1957)